# Садилово
Садилово — деревня в Высокогорском районе Татарстана. Входит в состав Усадского сельского поселения.

## География
Находится в северо-западной части Татарстана на расстоянии приблизительно 11 км на север по прямой от районного центра поселка Высокая Гора у речки Крылай.

## История
Известна с 1646 года как деревня Агишево. В начале XX века упоминалось о наличии земской школы и Троицкой часовни.

## Население
Постоянных жителей было: в 1646 — 17, в 1782 — 67 душ мужского пола, в 1859—550, в 1897—463, в 1908—519, в 1920—591, в 1926—628, в 1938—628, в 1949—397, в 1958—240, в 1970—191, в 1989 — 41, 9 в 2002 году (русские 100 %), 12 в 2010.